# Andrew Marvell
Andrew Marvell (31 tháng 3 năm 1621 – 16 tháng 8 năm 1678) – là nhà thơ Anh, một trong những đại diện cuối cùng của phái siêu hình và là một bậc thầy thơ ca của chủ nghĩa cổ điển Anh.

## Tiểu sử
Marvell tốt nghiệp Đại học Cambridge năm 1639 và ngay sau đó ra sống ở nước ngoài. Những năm 1650 – 1652 ông viết trường ca Upon Appleton House, và bài thơ The Garden rất nổi tiếng. Những năm 1653 – 1657 được Oliver Cromwell bảo lãnh để làm gia sư cho William Dutton và sau đó làm cộng sự cho John Milton ở Bộ ngoại giao. Năm 1659 ông được bầu vào Quốc hội đại diện cho quyền lợi của thành phố Hull (nay là Kingston upon Hull) cho đến cuối đời.
Suốt một quãng thời gian dài hàng thế kỷ (XVIII – XIX) Marvell là nhà thơ bị che khuất bởi bóng của những cây đa cây đề như John Milton và John Dryden. Trong những cuốn sách viết về lịch sử văn học, tên tuổi Andrew Marvell chỉ thỉnh thoảng được nhắc đến như là tác giả của những bài thơ trào phúng hoặc những bài thơ tôn giáo. Chỉ đến đầu thế kỷ XX nhà thơ T. S. Eliot mới tìm thấy thần tượng của mình bị lãng quên khi ông cho rằng bài thơ To His Coy Mistress là bài thơ hay nhất của thi ca Anh mọi thời đại. Nhà văn Vladimir Nabokov trong tiểu thuyết Lửa nhạt (Pale Fire, 1962) trích dẫn rất nhiều câu từ tác phẩm Nymph Complaining for the Death of her Fawn của Andrew Marvell.

## Tác phẩm
- Complete works, v. 1—4, L., 1872—1875;
- Poems and letters, v. 1—2, Oxf., 1952;
- The poems, L., 1963.

## Một vài bài thơ

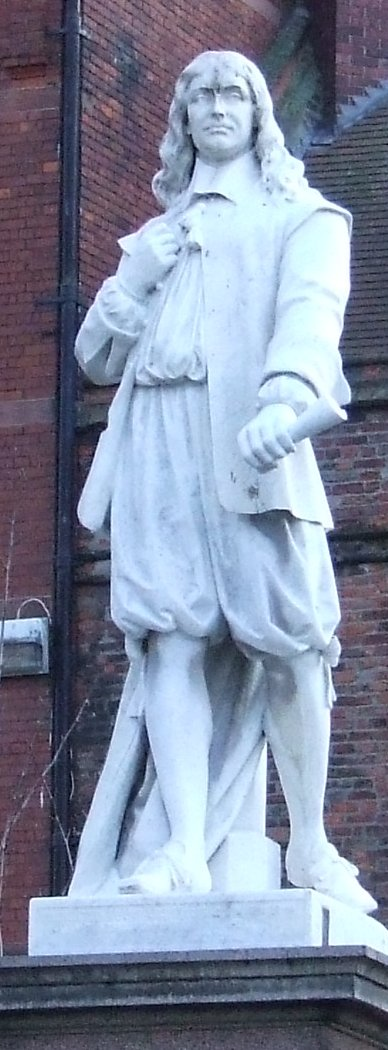
Tượng Andrew Marvell ở Trinity Square, Kingston upon Hull, Anh

| Định nghĩa tình yêu Khởi thủy tình tôi thật diệu kỳ Mục tiêu cao cả, lạ lùng ghê. Sao đã phôi thai niềm tuyệt vọng Và điều không thể vội sinh ra. Tuyệt vọng trong hào phóng của mình Giang cao đôi cánh vút bay lên Để niềm hy vọng chùng đôi cánh Vẫy vùng càng lắm chỉ hoài công. Nhưng dù sao thì ta vẫn tin Rằng ta đạt đến mục đích chung Nhưng rồi số phận chìa dao sắt Ngăn cản đường ta đến mỗi lần. Số phận dè chừng vốn đã quen Say mê cuồng đắm hai tâm hồn Cùng nhau hòa hợp – và phút chốc Than ôi, bạo chúa bị truất quyền. Thế nên điều lệ vững vàng kia Muôn thuở muôn đời bị phân chia Để những con tim mù bóng tối Cách ngăn hai kẻ muốn ôm ghì. Lẽ nào đổ xuống cả trời xanh Đất trong cơn rung chuyển cuối cùng. Tất cả rồi đây hàn gắn lại Như hai đường nét vẽ trên hình. Tình yêu luôn có những con đường Thường xuyên gặp gỡ những đường cong Còn bao đường thẳng thì mãi mãi Muôn đời muôn kiếp đứng song song. Vì thế mà khi nảy sinh tình Số kiếp luôn tìm cách can ngăn Luôn có những vì sao đối kháng Và mong hòa hợp những tâm hồn. Tình yêu trẻ Em hãy ghé lại gần Cho anh hôn em nhé Tuổi tác của chúng mình Không ghen tuông gì cả. Tuổi già anh đã ghé Bên tuổi trẻ vui đùa Nũng nịu với em, như Cô giáo và con trẻ. Xinh đẹp tuổi mười lăm Trong tim dòng máu nóng Với lầm lỗi còn xanh Nhưng với tình đã chín. Đời thường lấy thịt bò Đem dâng thần tế lễ Chắc thần tình yêu sẽ Vui vẻ nhận thịt bê. Tuổi xuân cũng héo tàn Cũng đi vào lặng lẽ Biết yêu nhau thì sẽ Không sợ gì tháng năm. Ta lo cho số phận Có thể dữ hay lành Phận lành ta tiếp nhận Phận dữ ta lãng quên. Để tránh điều có hại Mưu kế hoặc điên cuồng Trong chiếc nôi nhỏ ấy Vương miện sẽ đội lên. Giờ anh trao vương miện Cho tình yêu của mình Và sẽ không màng đến Những đối thủ ghen tuông. Bản dịch của Nguyễn Viết Thắng | The Definition Of Love My love is of a birth as rare As 'tis for object strange and high: It was begotten by Despair Upon Impossibility. Magnanimous Despair alone Could show me so divine a thing, Where feeble Hope could ne'er have flown But vainly flapped its tinsel wing. And yet I quickly might arrive Where my extended soul is fixed But Fate does iron wedges drive, And always crowds itself betwixt. For Fate with jealous eye does see Two perfect loves, nor lets them close: Their union would her ruin be, And her tyrranic power depose. And therefore her decrees of steel Us as the distant Poles have placed (Though Love's whole world on us doth wheel) Not by themselves to be embraced, Unless the giddy heaven fall, And earth some new convulsion tear; And, us to join, the world should all Be cramped into a planisphere. As lines so loves oblique may well Themselves in every angle greet: But ours so truly parallel, Though infinite, can never meet. Therefore the love which us doth bind, But Fate so enviously debars, Is the conjunction of the mind, And opposition of the stars. Young Love Come little infant, love me now, While thine unsuspected years Clear thine agèd father's brow From cold jealousy and fears. Pretty surely 'twere to see By young Love old Time beguiled, While our sportings are as free As the nurse's with the child. Common beauties stay fifteen; Such as yours should swifter move, Whose fair blossoms are too green Yet for lust, but not for love. Love as much the snowy lamb, Or the wanton kid, does prize, As the lusty bull or ram, For his morning sacrifice. Now then love me: Time may take Thee before thy time away; Of this need we'll virtue make, And learn love before we may. So we win of doubtful Fate, And, if good she to us meant, We that good shall antedate, Or, if ill, that ill prevent. Thus as kingdoms, frustrating Other titles to their crown, In the cradle crown their king, So all foreign claims to drown; So to make all rivals vain, Now I crown thee with my love Crown me with thy love again, And we both shall monarchs prove. |